# You Don’t Bring Me Flowers
«You Don’t Bring Me Flowers» (с англ. — «Ты не приносишь мне цветы») — песня, записанная американскими певцами Барброй Стрейзанд и Нилом Даймондом в 1978 году.

## Написание и запись
Песня была написана Нилом Даймондом совместно с Аланом и Мэрилин Бергман специально для сериала «Весь этот блеск», однако создатель сериала Норман Лир решил сменить тематику шоу и песня перестала быть уместной. После этого Даймонд расширил 45-секундную версию заставки до трёхминутной песни, добавив инструментальные пассажи и больше лирики.
В 1977 году Даймонд выпустил альбом I’m Glad You’re Here with Me Tonight, куда вошла сольная версия песни. В 1978 году Барбра Стрейзанд записала свою сольную версию песни для альбома Songbird.

## Дуэтная версия
Сольная версия была смонтирована диджеем Гэри Гатри, которые совместил две версии специально в подарок для своей жены в честь развода. Также он поставил песню в эфире радиостанции Кентукки WAKY-AM 24 мая 29178 года.
Помимо этого, ведущие чикагской радиостанции WGN Рой Леонард и Питер Марино сделали свою версию песни: они одновременно поставили пластинку Стрейзанд и Даймонда, вследствие чего голоса сливались в единый дуэтный вариант. После премьеры станцию завалили просьбами вновь поставить эту версию в эфир. Подобным образом поступили радиоведущие Джек Худ и Джин Крушевски детройтской радиостанции WJR.
Песня вызвала широкий общественный спрос, но поскольку она не была выпущена официально, купить её не было возможности нигде. В 1979 году Гатри направил лейблу свою версию записи и предложение выпустить его вариант песни для коммерческого распространения. Вместо этого лейбл принял решение записать официальный дуэт между Даймондом и Стрейзанд.

## Релиз
Новая версия песни вышла 17 октября 1978 года. Песня смогла добраться до вершины американского чарта Billboard Hot 100 в начале декабря и провела там две недели, в чарте Adult Contemporary. В Канаде песня завоевала вершину поп-чарта и чарта Adult Contemporary. Песня так же вошла в топ-5 Новой Зеландии, Австралии и Великобритании.

## Концертные исполнения
Стрейзанд и Даймонд исполнили песню на 22-й церемонии «Грэмми» в 1980 году. В 1994 году их выступление попало на сборник Grammy’s Greatest Moments Volume I.

## Чарты
| Чарт (1978/1979)                   | Пиковая позиция |
| ---------------------------------- | --------------- |
| Австралия (KMR)                    | 4               |
| Бельгия/Фландрия (Ultratop 50)     | 17              |
| Канада (RPM Top Singles)           | 1               |
| Канада (RPM Adult Contemporary)    | 1               |
| Франция (IFOP)                     | 31              |
| Ирландия (IRMA)                    | 14              |
| Нидерланды (Single Top 100)        | 17              |
| Новая Зеландия (Recorded Music NZ) | 3               |
| ЮАР (Springbok)                    | 13              |
| Испания (Los 40 Principales)       | 17              |
| Великобритания (OCC UK Singles)    | 5               |
| США (Billboard Hot 100)            | 1               |
| США (Billboard Adult Contemporary) | 3               |
| США (Cash Box Top 100)             | 1               |

| Чарт (1978)                  | Позиция |
| ---------------------------- | ------- |
| Австралия (KMR)              | 79      |
| Канада (RPM Top 200 Singles) | 61      |
| США (Billboard Hot 100)      | 89      |
| США (Cash Box Top 100)       | 66      |
| Чарт (1979)                  | Позиция |
| Австралия (KMR)              | 33      |
| Канада (RPM Top 200 Singles) | 119     |
| США (Billboard Hot 100)      | 33      |